# Punta Loydon
Punta Loydon – szczyt w Alpach Graickich, części Alp Zachodnich. Leży na granicy między Włochami (region Dolina Aosty) a Francją (region Owernia-Rodan-Alpy). Należy do Grupy Grande Sassière i Rutor. Szczyt można zdobyć ze schroniska Rifugio Alberto Deffeyes (2494 m).